# Marjorie Holt
Marjorie Sewell Holt (ur. 17 września 1920 w Birmingham, zm. 6 stycznia 2018 w Severna Park) – amerykańska prawniczka i polityk, działaczka Partii Republikańskiej. W latach 1973–1987 była przedstawicielką czwartego okręgu wyborczego w stanie Maryland w Izbie Reprezentantów Stanów Zjednoczonych.